# Ponte Preta (Campinas)

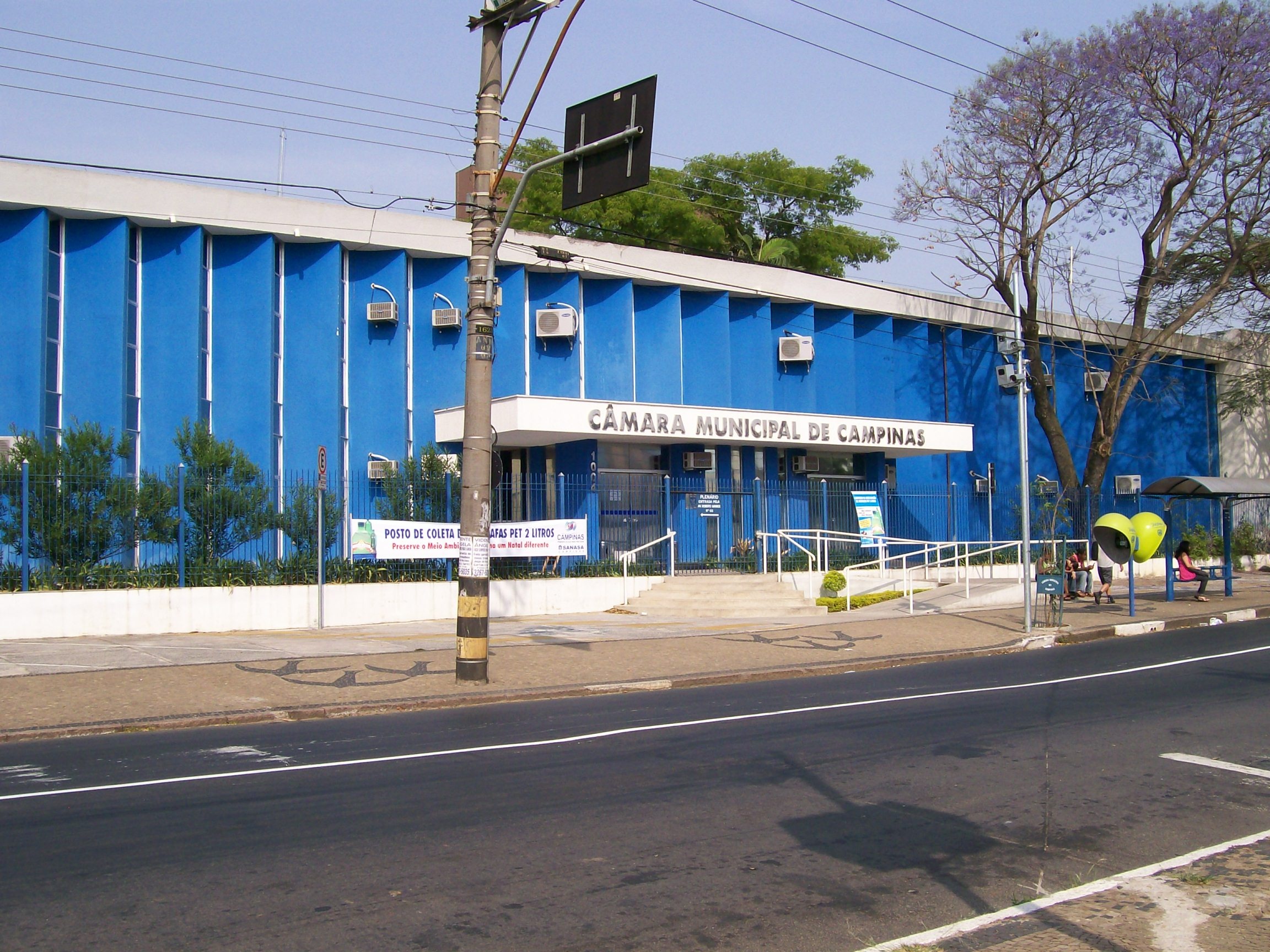
Câmara Municipal de Campinas, localizada na Avenida da Saudade.

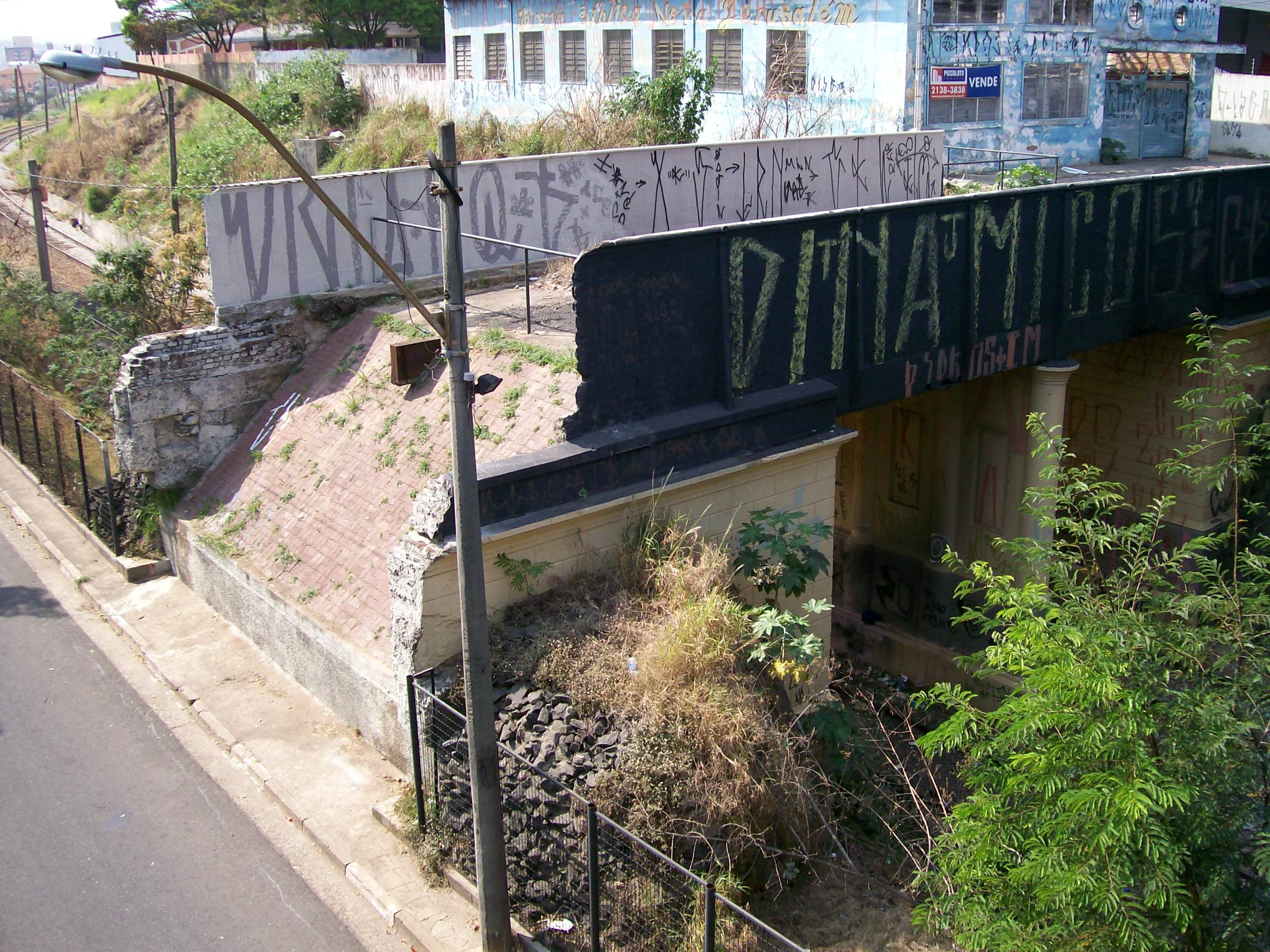
Ponte que deu origem ao nome do bairro.

Ponte Preta é um bairro da Zona Sul e próximo ao Centro de Campinas. O bairro também está perto do estádio Moisés Lucarelli, pertencente à Associação Atlética Ponte Preta (AAPP) também conhecido por "Majestoso". Ao norte está o Centro, a leste está o Jardim Proença, a sudeste a Vila Joaquim Inácio, ao sul a Vila Marieta, a sudoeste o Jardim Leonor e a noroeste a Vila Industrial.
O nome Ponte Preta se deve à existência da ponte construída no final do século XIX para ligar a cidade (então composta do atual Centro e mais poucos bairros) à região do Cemitério da Saudade. Como nessa época os trens ainda eram movidos a vapor, a fumaça expelida manchava as construções sob as quais passava. Por esta razão, usou-se alcatrão (material de cor preta) no revestimento da ponte. Isto marcou a construção e serviu de inspiração para a fundação do clube, em 11 de agosto de 1900.

## Bairros dentro da Ponte Preta
Em função do fato de Campinas não ter delimitação legal e precisa dos bairros, há bairros que são desconhecidos da população em geral, em função de seu pequeno tamanho:
1. Vila Elza - Parte localizada entre a Rua da Abolição (até a Av. Ângelo Simões) e a linha do trem , com o Jardim Proença do outro lado.
2. Vila Meirelles - Parte localizada entre a Rua da Abolição (a partir da Av. Ângelo Simões) e a linha do trem , com o Estádio "Majestoso" do outro lado.

## Galeria

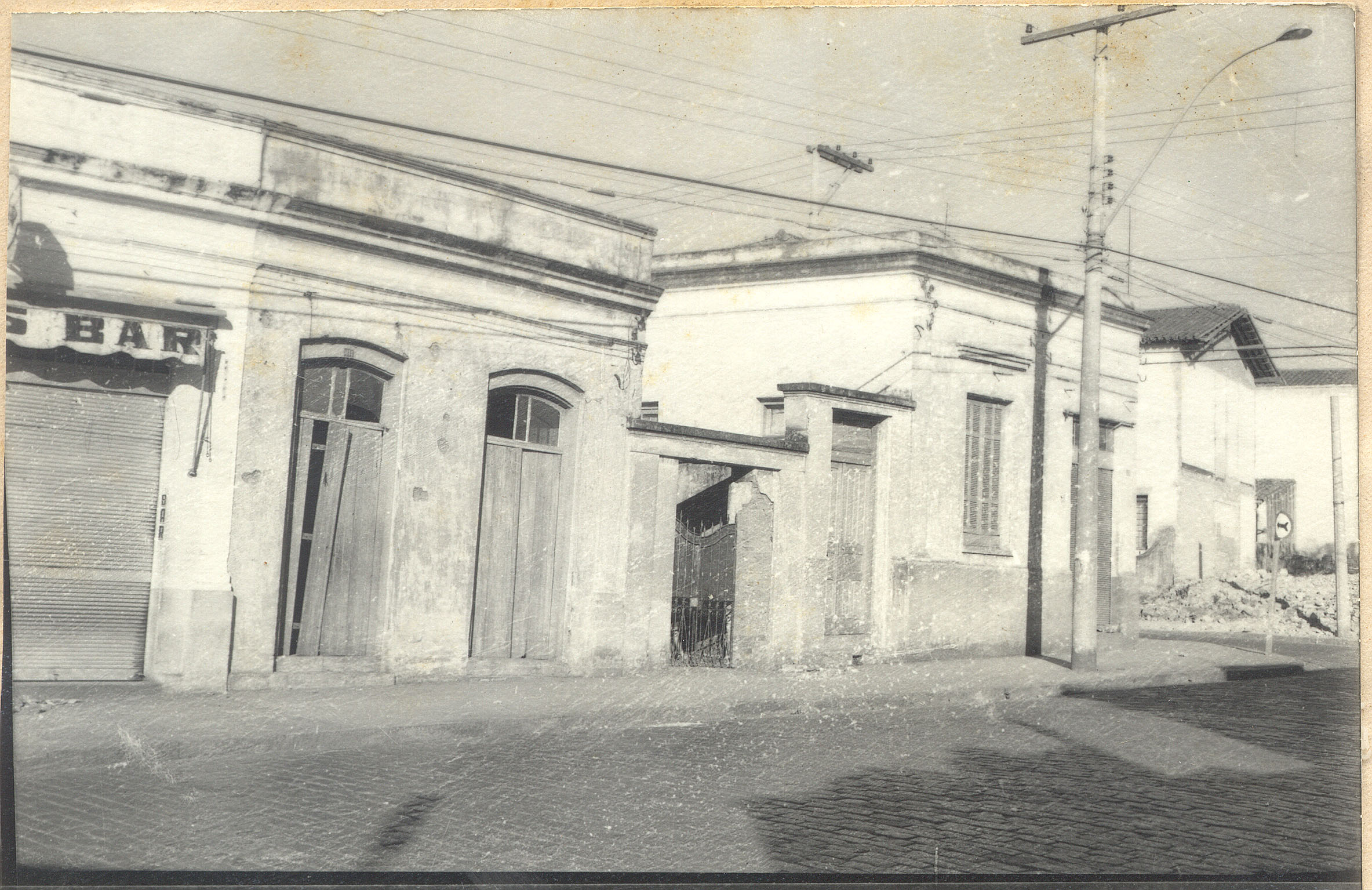
cerca de 1970 a 1979
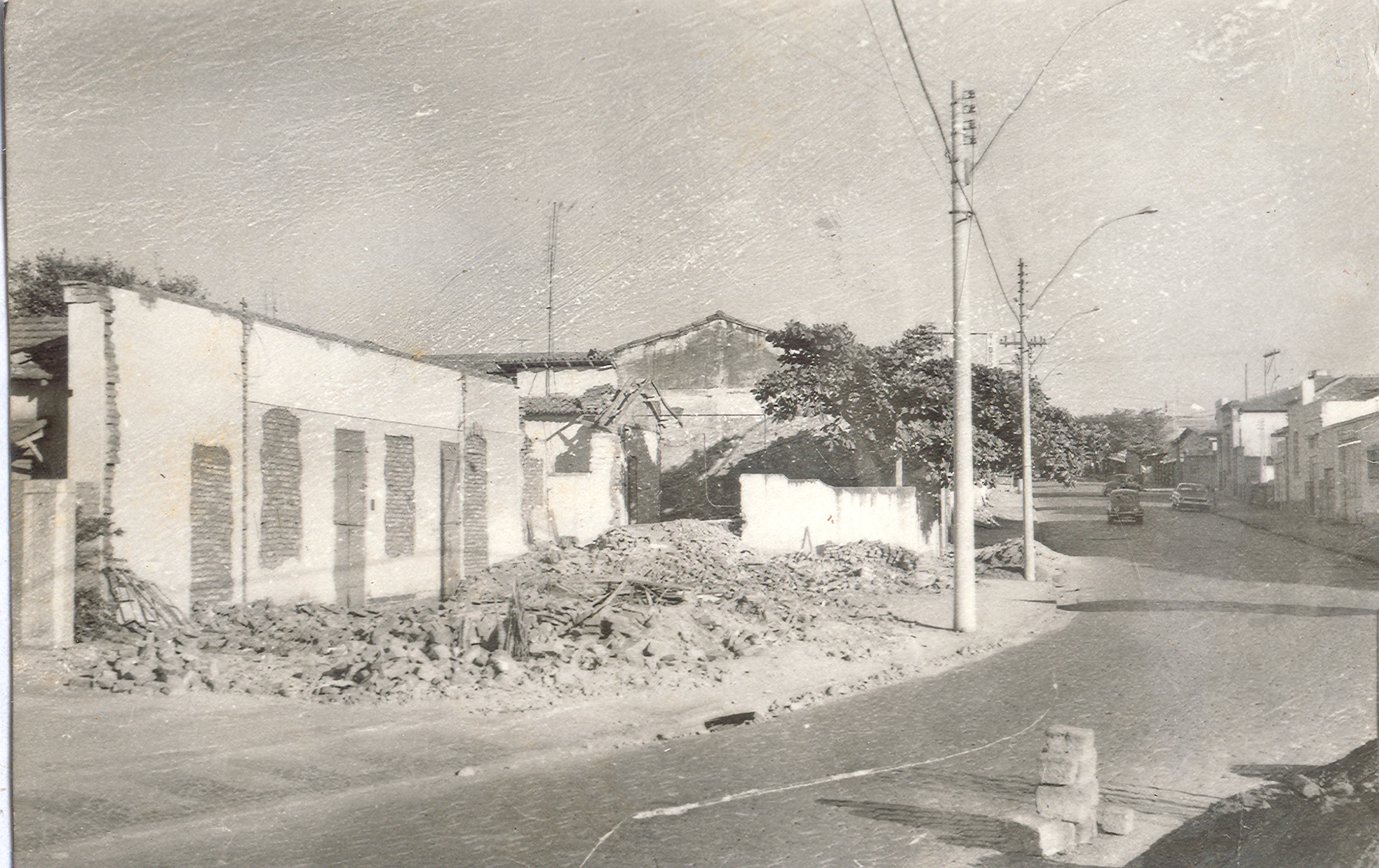
cerca de 1970 a 1979
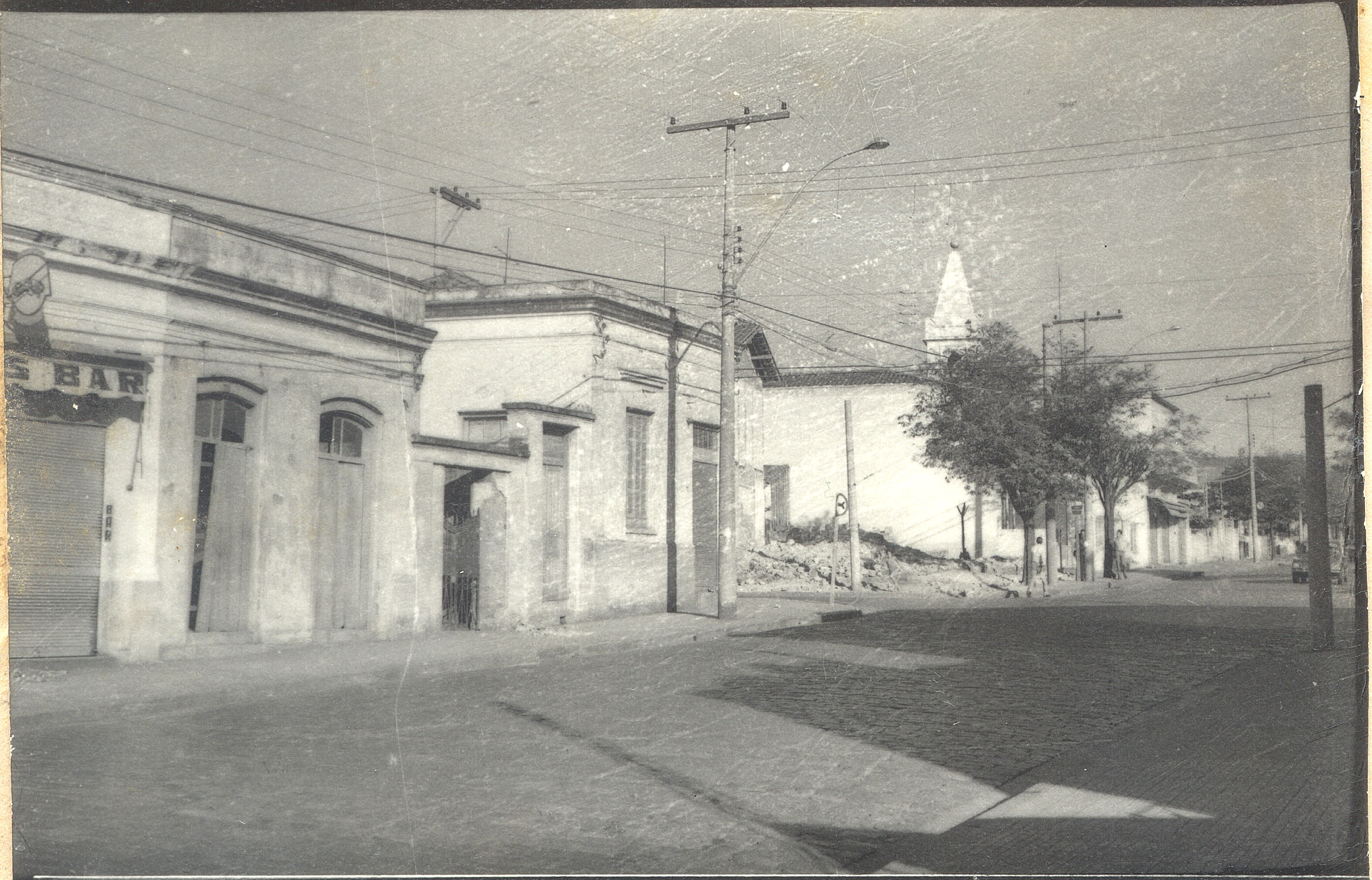
cerca de 1970 a 1979
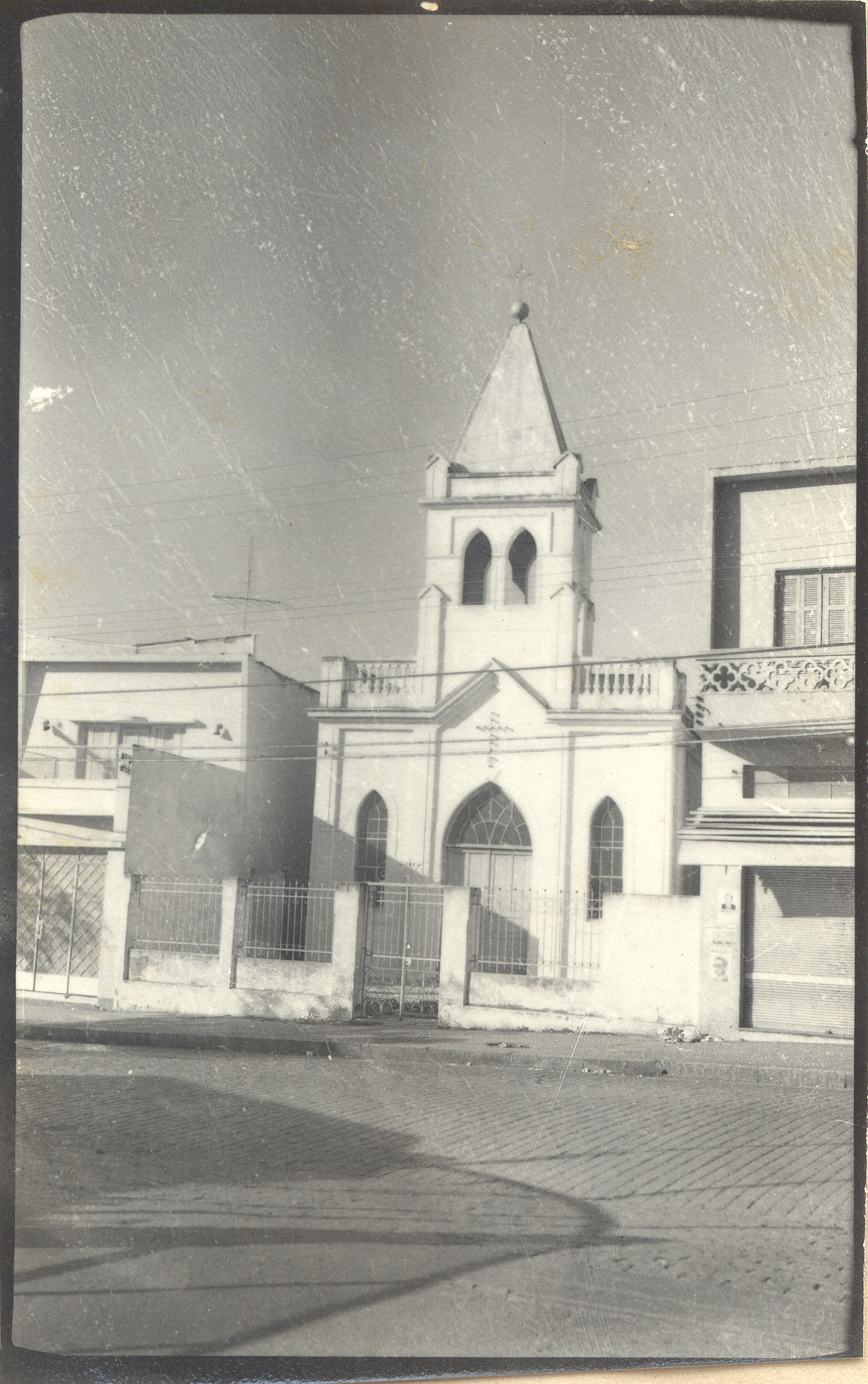
cerca de 1970 a 1979
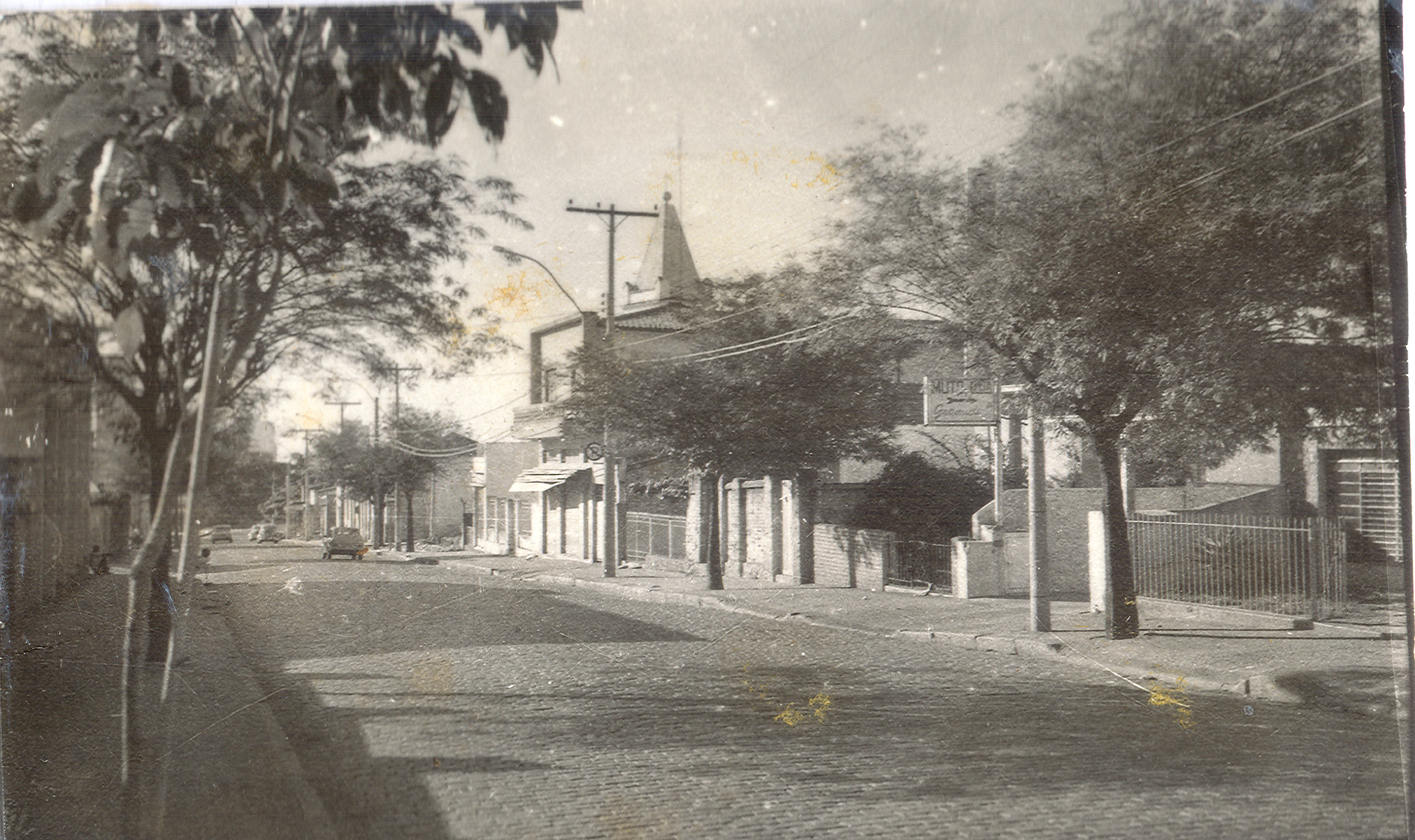
cerca de 1970 a 1979
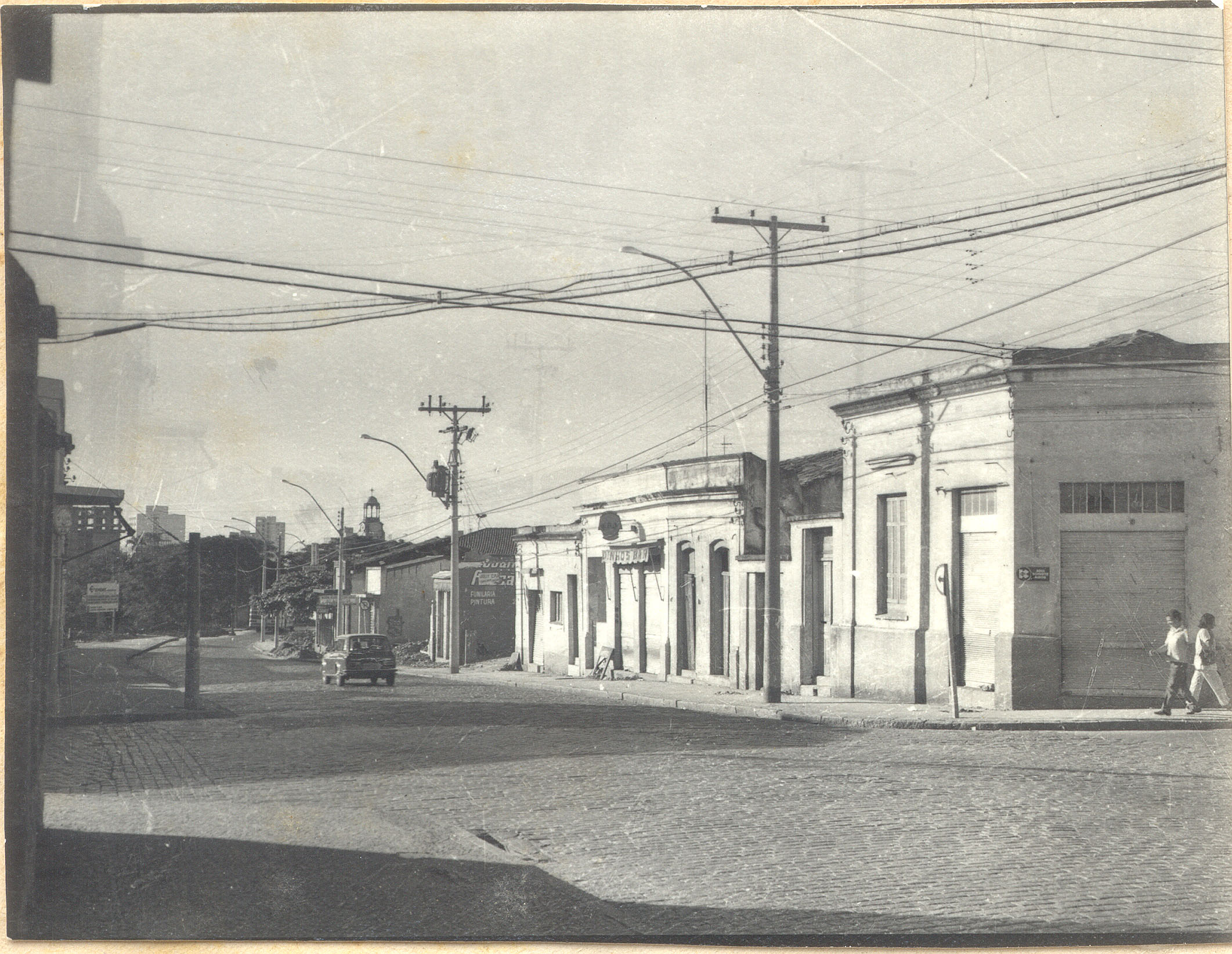
cerca de 1970 a 1979
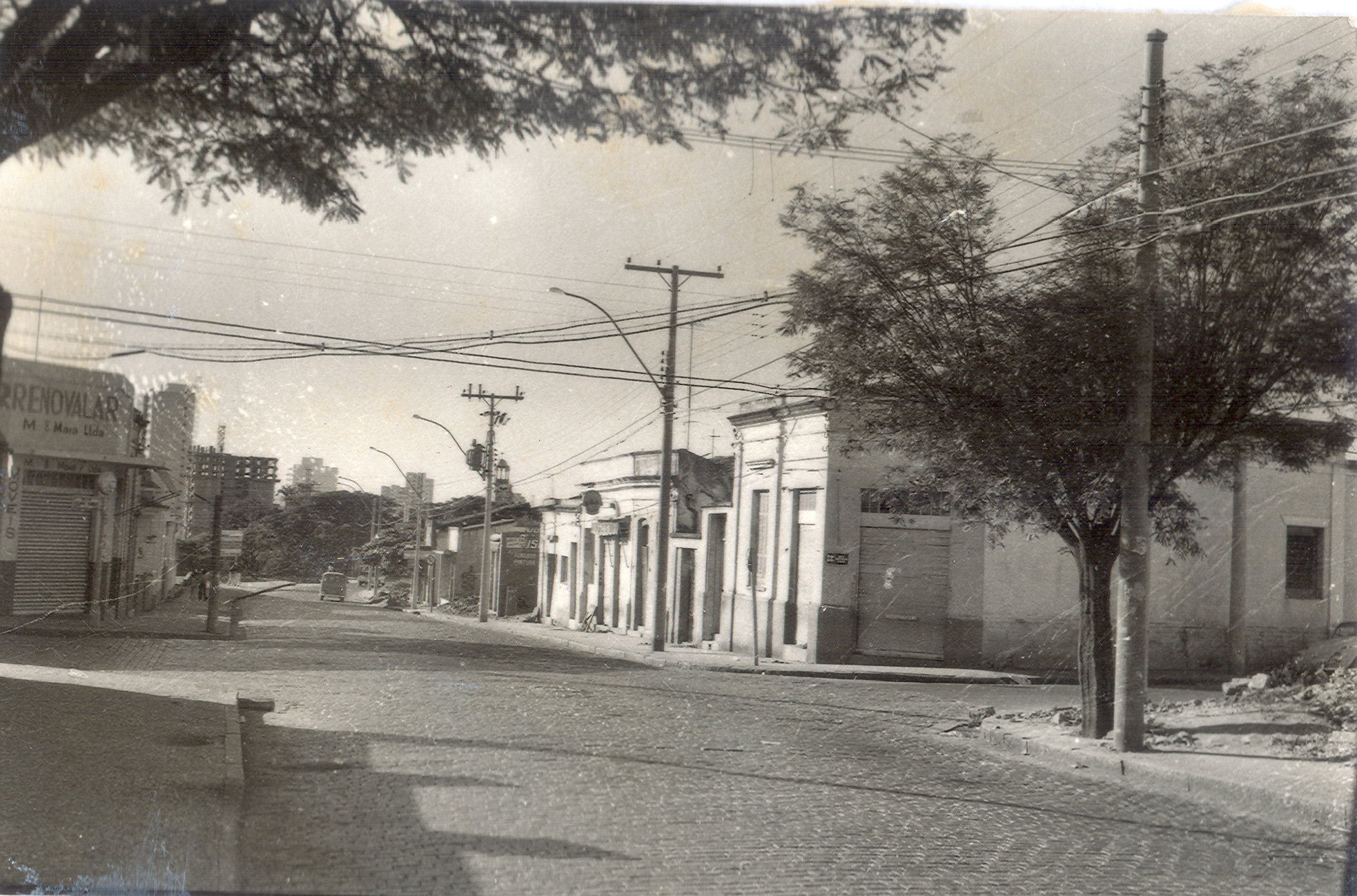
cerca de 1970 a 1979
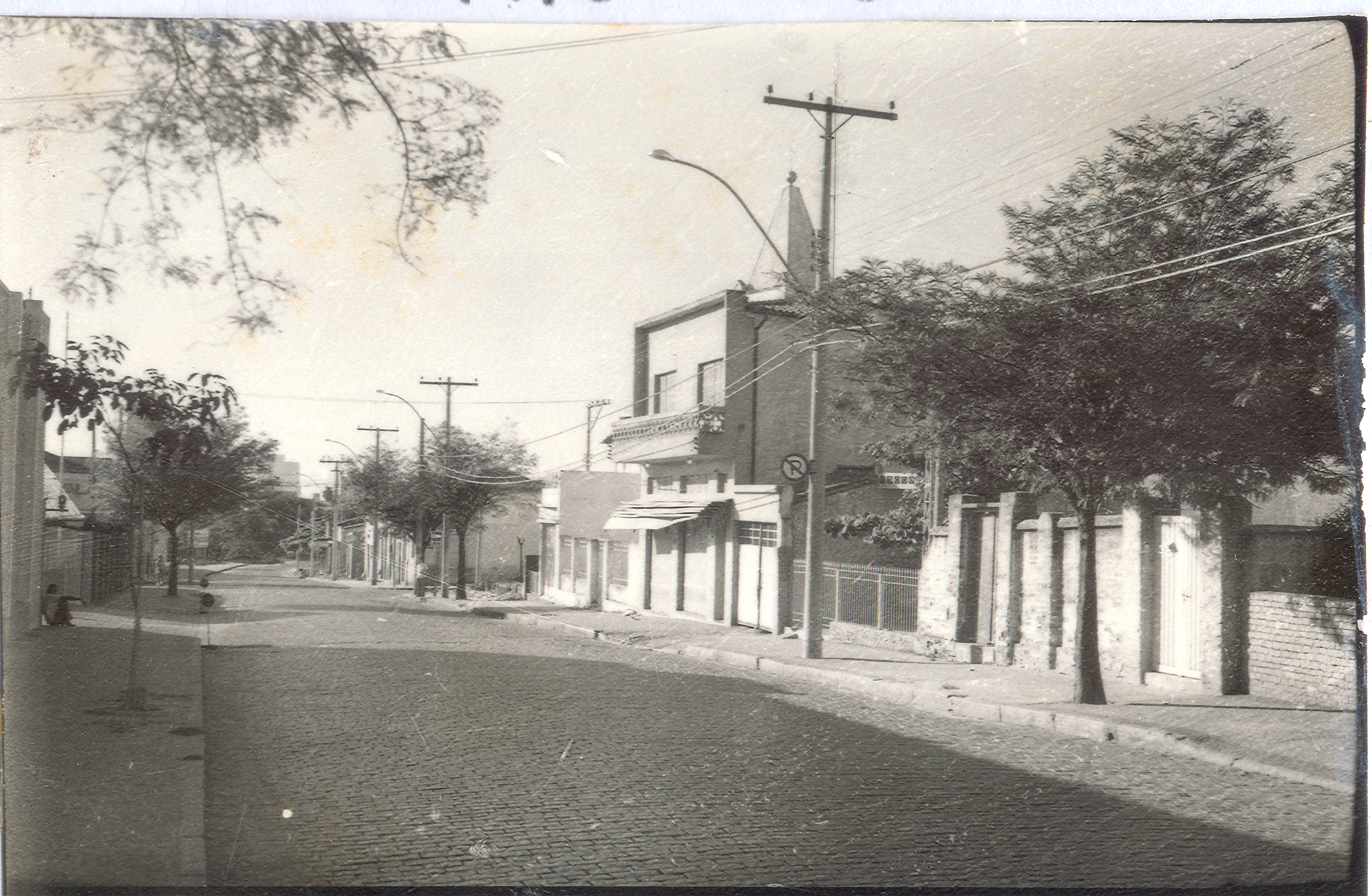
cerca de 1970 a 1979

## ver também
- Associação Atlética Ponte Preta